# Месазон
Месазон (μεσάζων) — высший сановник Византийской империи в последние века её существования, выполнявший функции, в современном мире свойственные премьер-министру. Должность появилась не позднее X века. Месазон подписывал императорские указы, сопровождал императора в путешествиях и посольствах, был главным советником монарха и, по воспоминаниям императора Иоанна VI Кантакузина, посредником между ним и подданными, который был нужен императору «днем и ночью».
Уровень отношений с императором и полномочий различался в зависимости от времени и личностей конкретных императора и месазона. Многие из сановников обвинялись в измене, отправлялись в ссылки или исчезали с исторической арены.
Название впервые стал официальным в середине XI века, когда оно было присвоено Константину Лихуду, будущему Патриарху Константинопольскому Константину III. Должность месазона существовала в Никейской империи. Кроме того, должность существовала в византийском Эпире, Мореи и Трапезунде. В последнем случае она приобрела эпитет «Мегас» (великий).

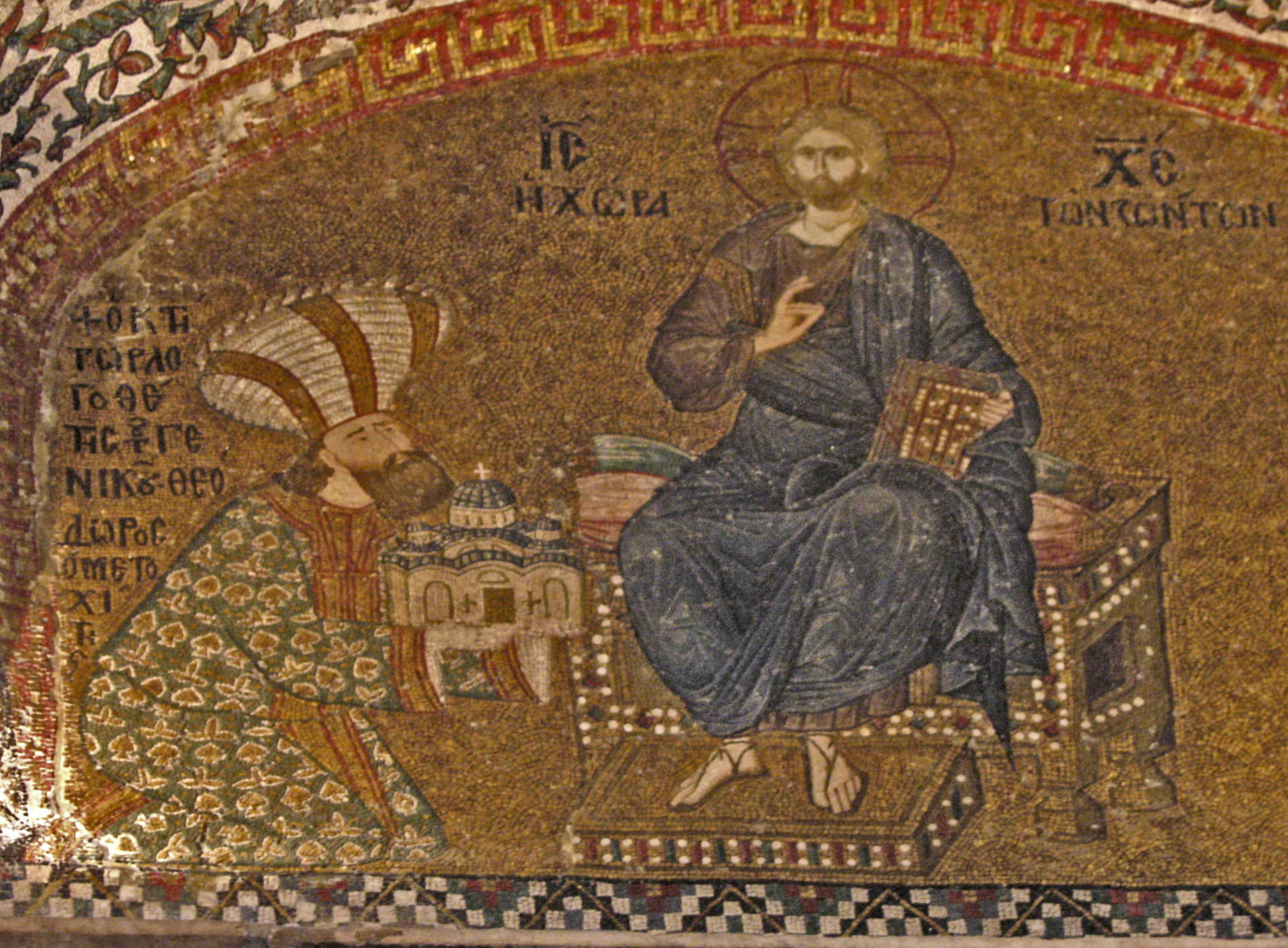
Мозаичный портрет месазона Феодора Метохита

## Список месазонов 1150—1453 гг
- Константин III Лихуд (1150)
- Феодор Стипиот (1143—1180)
- Иоанн Каматир
- Михаил Агиофеодорит
- Феодор Маврозом
- Димитрий Комнин Торник
- Феодор Музалон
- Никифор Хумн
- Феодор Метохит
- Алексей Апокавк
- Димитрий Кидонис
- Георгий Гуделис
- Димитрий Хрисолар
- Георгий Дука Филантропин (1430—1439)
- Димитрий Палеолог Кантакузин (1434/1435-1448)
- Георгий Дука Филантропин (1438—1439)
- Лука Нотарас (1434—1453)